# クルジャリ
座標: 北緯41度39分 東経25度22分 / 北緯41.650度 東経25.367度

クルジャリ
Кърджали
Kırcaali

クルジャリ ブルガリア内のクルジャリの位置

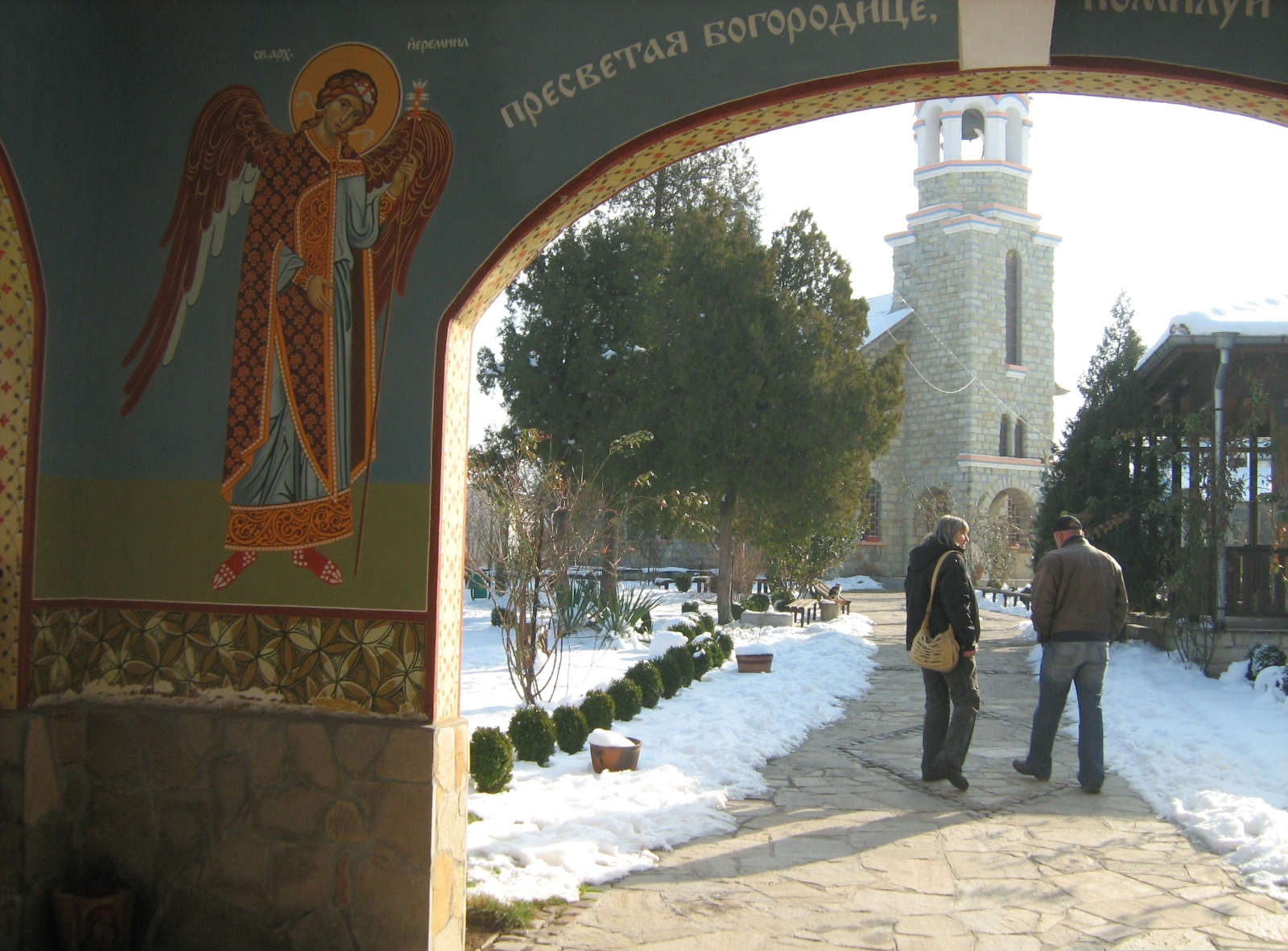
生神女就寝聖堂

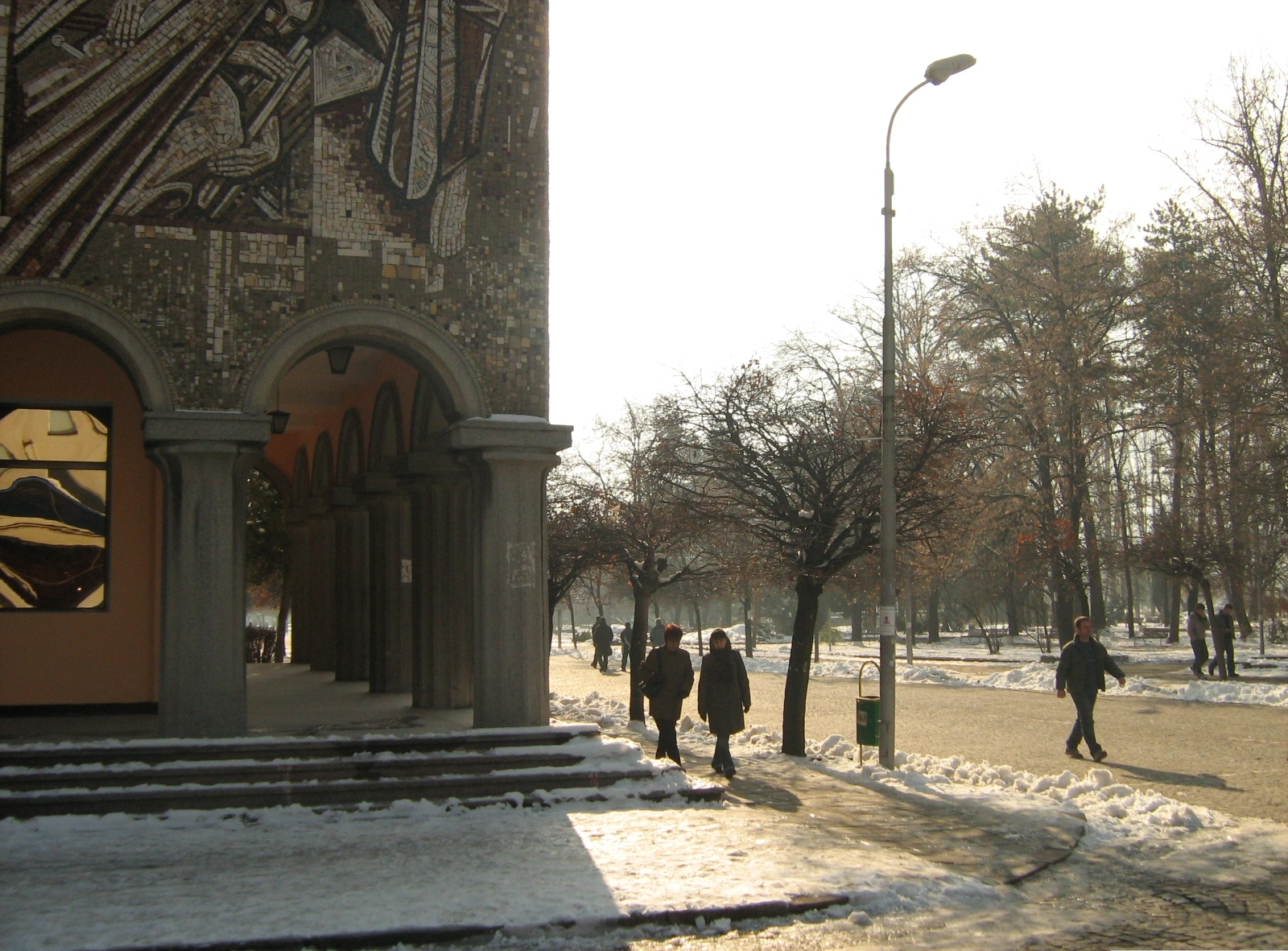
町の様子

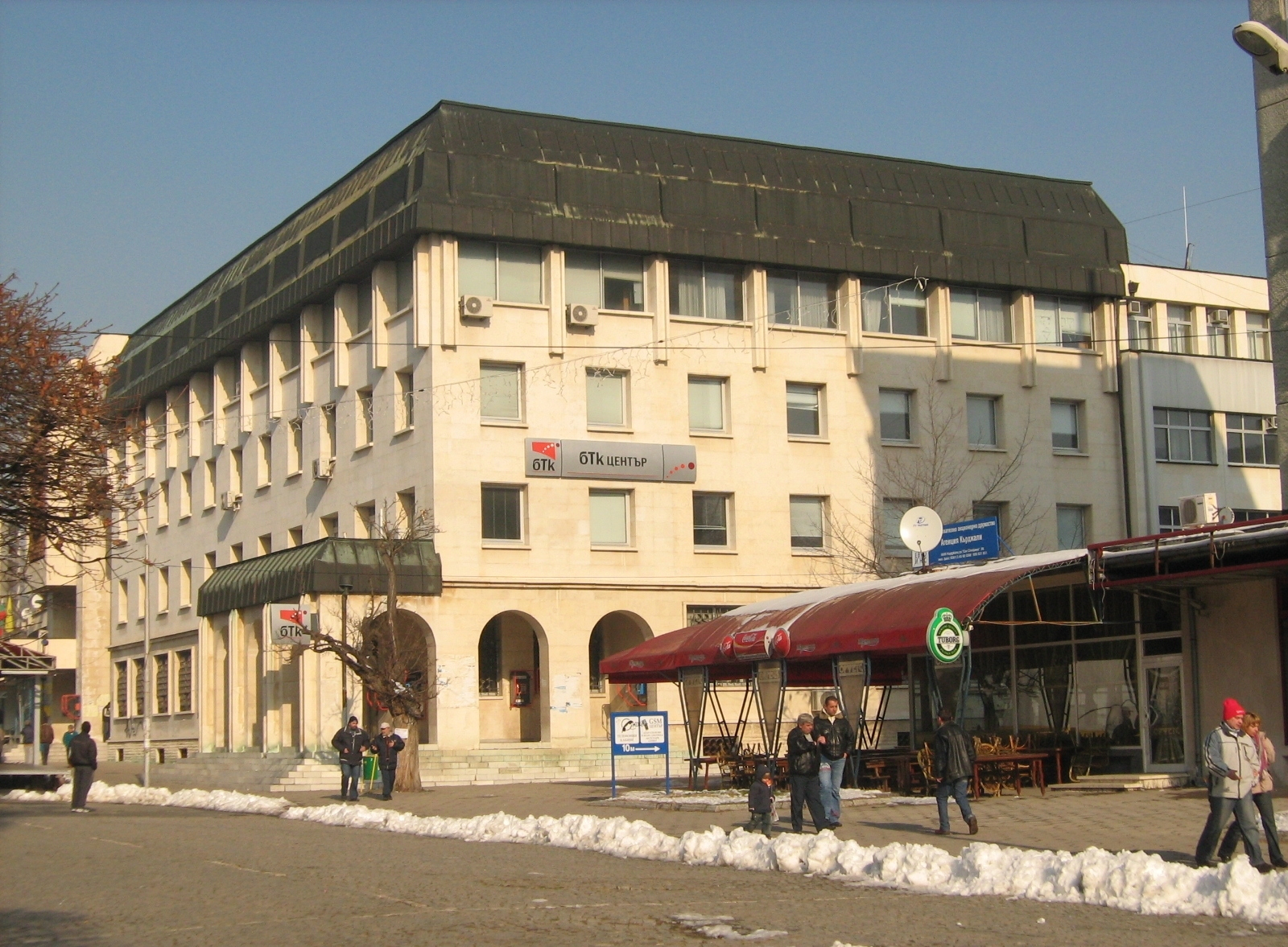
町の様子

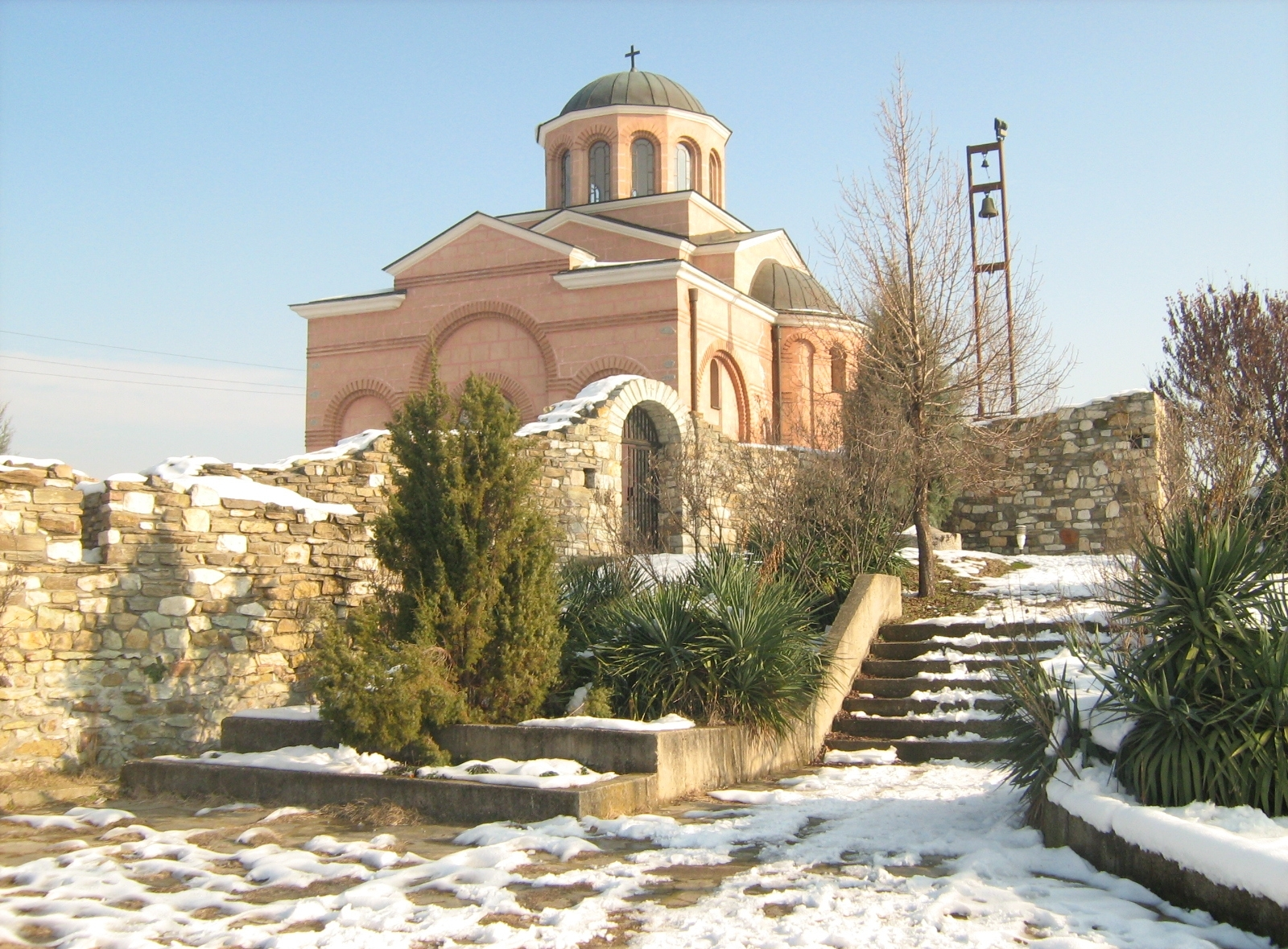
前駆授洗イオアン聖堂

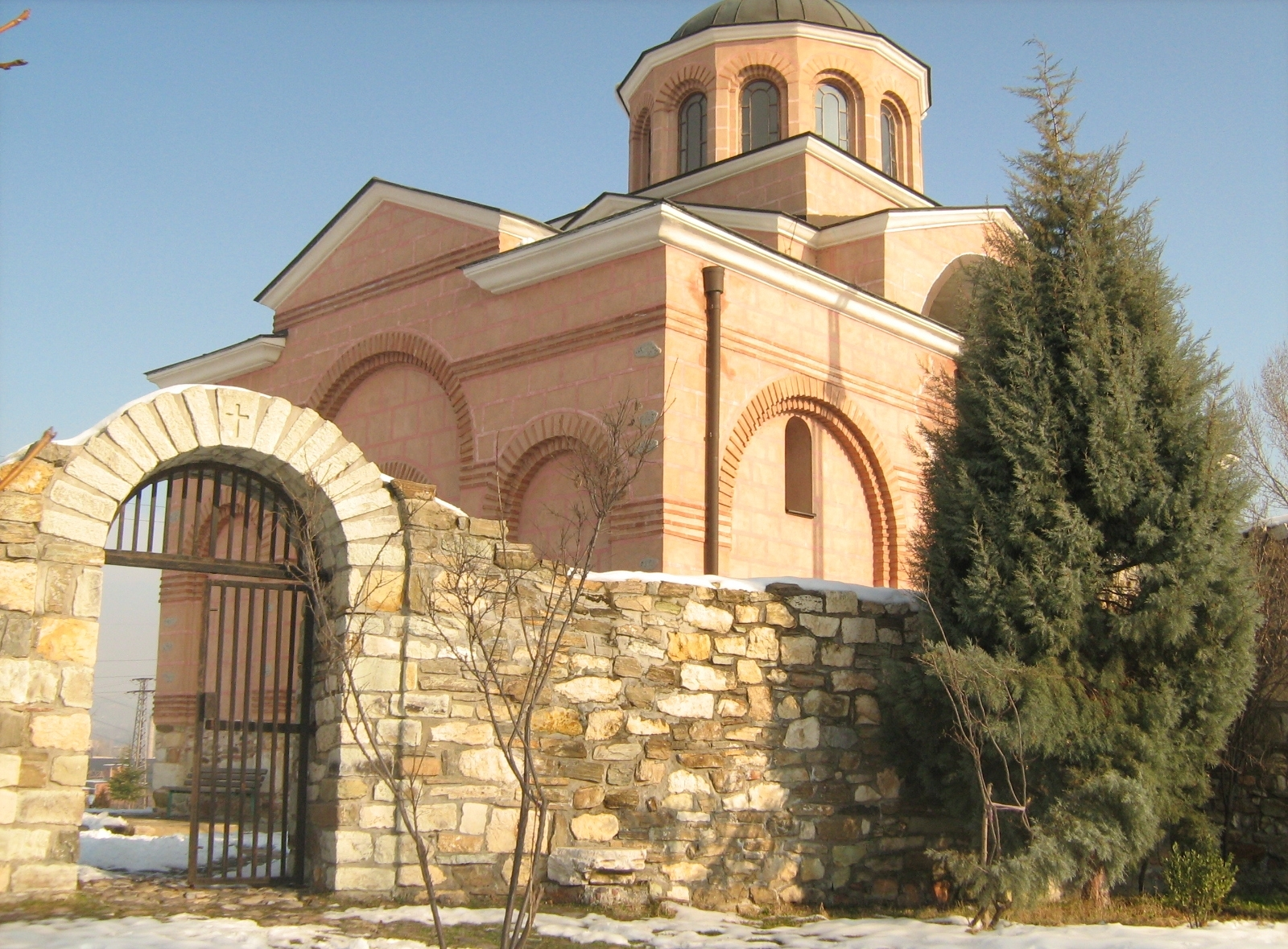
前駆授洗イオアン聖堂

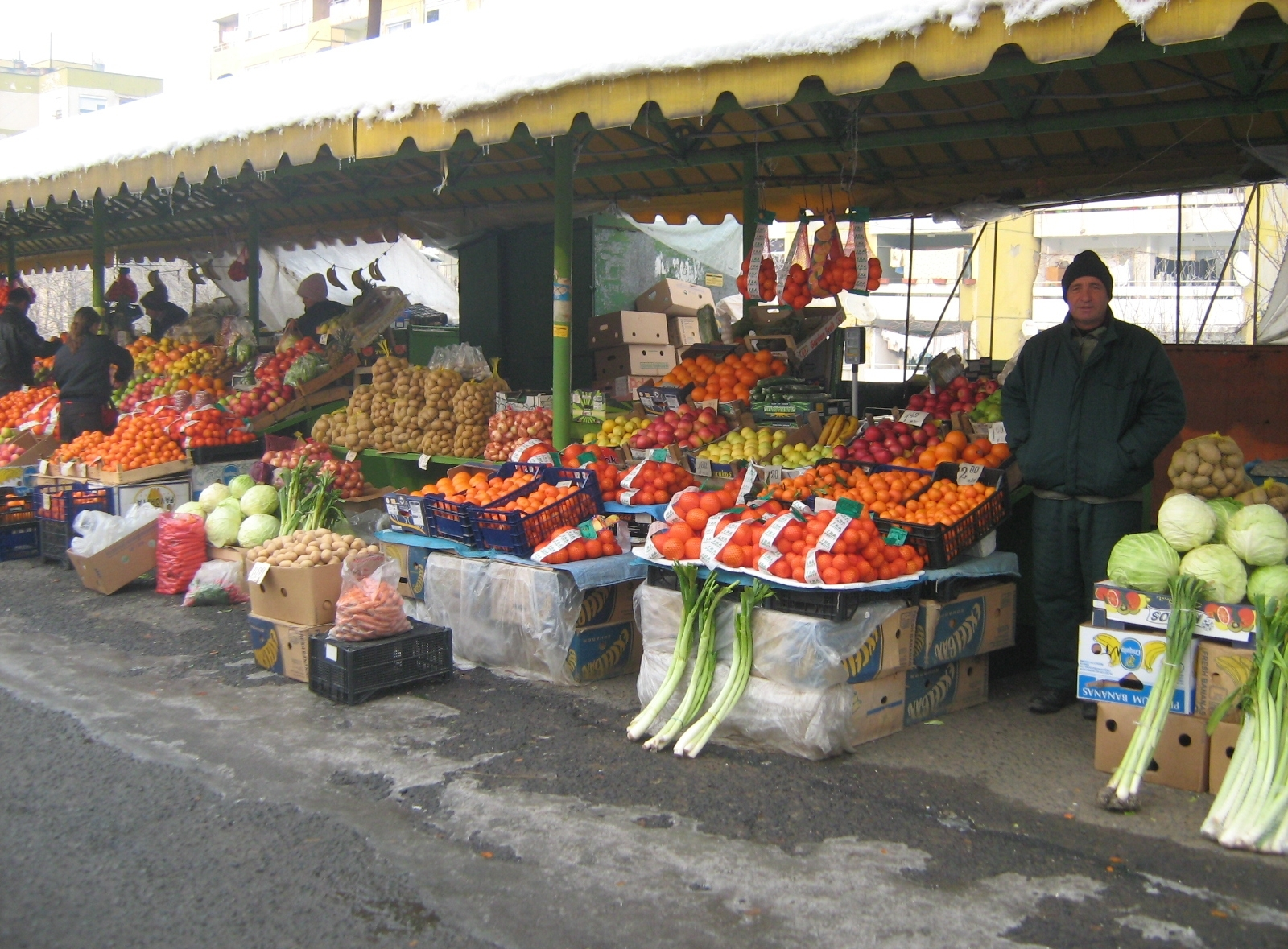
市場

クルジャリ（ブルガリア語:Къ̀рджали / Kardzhali またはKurdzhali、トルコ語ではクルジャーリ:Kırcaali）、またはカルジャリは、ブルガリア南東部の町、およびそれを中心とした基礎自治体。クルジャリ州に属し、その州都である。ロドピ山脈の中にあり、町の近くにはクルジャリ・ダムがある。

## 地理
クルジャリはロドピ山脈西部の低山地帯にあり、アルダ川（Арда / Arda River）の両岸、西はクルジャリ・ダムから東はストゥデン・クラデネツ・ダム（Студен кладенец / Studen Kladenets）までにかけて広がっている。町はブルガリアの首都ソフィアから南東に260キロメートルにある。

## 歴史
クルジャリ周辺の地方には新石器時代から人が居住していた。陶器や原始的な道具類などの遺物が考古学的発掘調査によって見つかっている。それらの多くは地元の歴史博物館に保管されている。
後期のトラキア人の部族がこの地域に住み、地域は高度に文明化された。彼らは太陽と地球の神々のための神殿を建造した。クルジャリ北西のネンコヴォ（bg:Ненково / Nenkovo）では、2001年に人造の洞窟が見つかった。洞窟は女性の子宮の形になっていた。ちょうど正午の、最も太陽が高くなる時点で、太陽光が岩のスリットから射し込み、洞窟内に影の造形を創り出す。トラキア人の信仰では、これは太陽の神を現している。この洞窟は天文学的な施設であったと考えられ（グレートブリテン島のストーンヘンジのように）、太陽光線は年に1日だけ洞窟内に射し込む。
この地域にはトラキア人によって建造された多くの岩の城や宮殿があり、ペルペレク（Перперек / Perperek）、ウストラ（Устра / Ustra）、ヴィシェグラト（Вишеград / Vishegrad）などがある。その中でもっとも特徴的なものにペルペリコン（Перперикон / Perperikon）があり、これはトラキア人の王が居住していた場所である。この場所は考古学的調査の進展によって次第に有名になり、更に多くの遺物が見つかっている。
ビザンティン帝国時代、クルジャリはキリスト教を受容した。前駆授洗イオアン修道院（Йоан Предтеча / Ioan Predtecha）は6世紀から8世紀頃に立てられ、中世の建築の重要な遺産となっている。
クルジャリの名前はオスマン帝国の文献に初めて登場する。この呼称はオスマン帝国の軍の指導者クルジャ・アリ（Kırca Ali）に由来し、クルジャ・アリはこの地域を14世紀に征服した人物である。
町はその地理的な条件のために、オスマン帝国時代の交易路として発展した。しかしながら、町自身は何の産業もない小さなものに留まり続けた。18世紀には、トルコ人の山賊がこの地理的に孤立した町を逃げ込み拠点・補給場所として利用し、町は彼らの指導者の名で知られた。最もよく知られている山賊の指導者にパズヴァントオウル・オスマン・パシャ（Pazvantoğlu Osman Pasha）があり、ブルガリア北東部とドナウ川河口地域の大半を1807年まで支配した。
クルジャリとその周辺の地域は1878年にベルリン条約によりオスマン帝国の自治州である東ルメリ自治州に編入された。ブルガリア公国と東ルメリ自治州が1885年に合併した際には、町は再度オスマン帝国に編入され、エディルネ州のギュミュルジネ（Gümülcine）県の一部となった。オスマン帝国による統治は第一次バルカン戦争によって終わりを迎え、ブルガリアの将軍ヴァシル・デロフによって1912年10月21日に解放された。この日は1937年以降、年毎に祝われ、コンサートや記念行事が開かれる。クルジャリは1949年にクルジャリ州の州都となった。

## 人口
2001年の国勢調査によると、クルジャリ基礎自治体（町と118の村落）の人口は69830人であり、町自体の人口は45729人である。その後の推計ではそれぞれ119978人および76232人とされたが、これらの推計は住所登録に基づいており、実際の人口を反映していない。他方で国勢調査は実際に居住している住民を元にしている。1989年には、人口は59,000人であったと推定される。
1913年以前は、クルジャリの人口のほぼ全てが民族的にはトルコ人であったが、東トラキアおよび西トラキアから難民としてブルガリア人が流入し、ロマもクルジャリに居住している。幾らかのトルコ人は1913年以降ブルガリアの占領に対して直ちにトルコへ脱出した。自発的、強制的、あるいはブルガリアとトルコの条約によって、1913年から1989年までの間も更にトルコへの人口流出が続いた。ブルガリア人はブルガリア国内の他地域から、あるいはトラキアからの難民としてブルガリア国外からクルジャリに流入した。ブルガリア政府の支援を受けたトルコ人の強制的なブルガリア化政策「復興プロセス」によって、トルコ人の町からの流出は1989年に特に激しくなった。
1990年以降、脱共産主義化によるブルガリアの（そしてとくにこの地域の）経済状態の悪化によって、多くのブルガリア人の家族がこの地域を去り、ブルガリア国内のより経済状態の良い場所や国外へと脱出した。経済危機は町のトルコ人にも大きく影響を及ぼし、またトルコへの人口流出の波がおとずれた。
クルジャリ州は2006年の時点で、ブルガリアで最もトルコ人の人口比率の高い州となっている。2003年の時点では、クルジャリ基礎自治体の人口の62%はトルコ人、31%はブルガリア人、3%はロマを自認している。町自体の人口構成については不明であるが、ブルガリア人とトルコ人の人口はほぼ同数であると考えられている。州政府はトルコ人の少数民族政党である権利と自由運動が多数派を占めている。ブルガリア議会には、州の5人の代議士が送り込まれている。
1989年12月から1990年1月にかけてのクルジャリにおける、反トルコ人的な法制度の自由化に関する一連のデモが起こった。主要な課題のひとつは、州の学校においてトルコ語を選択科目として教えるか否かの論争であった。これに抵抗し、トルコ人の生徒らは、母語であるトルコ語の禁止が解除されるまでの間、学校をボイコットした。

## 経済
かつてクルジャリはタバコ生産の拠点であったが、経済的理由により共産主義時代の一部では工場は稼動停止していた。鉛と亜鉛鉱の大規模な埋蔵によって、町は冶金、機械生産産業の魅力的な拠点となっている。
個人向け売買とサービスが地元の産業の大きな比率を占めている。地域には多くの文化的・自然資源があるため、観光にも向いた土地になっている。

## 文化と観光
トラキア人の町ペルペリコンは町の近くの渓谷沿いの高い岩山の上に築かれている。それは岩を切り開いて作られている。
11世紀の前駆授洗イオアン修道院は町のヴェセルチャネ（Веселчане / Veselchane）地区にある。修道院は2000年に改修され、新しい鐘楼が建てられた。
町の時計塔はブルガリアでは独特のものであり、毎時ごとにブルガリアの革命の曲を流す。
クルジャリ歴史博物館は、ブルガリア南部では最も豊富な展示を有する博物館のひとつである。クルジャリ歴史博物館には、トラキア人の町ペルペリコンやタトゥル（Татул / Tatul）から採取された有史以前の道具類や陶器、キリスト教のイコンや民族誌学的展示を持っている。博物館は1870年ごろのトルコの町役場コナク（konak）にある。
クルジャリ・ダムは夏季になると多くの屋外レストランがあり、多様な飲み物やカクテルが提供される。クルジャリ・ダムはウォーター・スポーツや釣りの愛好家に人気の場所となっている。
町には2つの劇場、ディミタル・ディモフ（Dimitar Dimov）とカドリエ・リャティフォヴァ（Kadrie Lyatifova）があり、人形劇場、歴史博物館マドラサ、画廊がある。
クルジャリの町から5キロメートル離れた村ジムゼレン（Зимзелен / Zimzelen）の近くにはバッドランド（badlands）があり、凝灰岩の侵食により形作られた白い柱状の岩が連なっており、クルジャリ・ピラミッドとして知られる。それらの岩はその形によって命名されており、それぞれマッシュルーム、岩のウェディングなどの名前で知られている。

## ダム
アルダ川（Арда / Arda）には2つの主要なダムがある。ストゥデン・クラデネツ・ダム（Студен кладенец / Studen Kladenets）はクルジャリの東に、クルジャリ・ダムは西に位置している。町は2つのダムに挟まれている。ストゥデン・クラデネツ・ダムの上流部分は町の中の古い橋のところにまで及んでいる。クルジャリ・ダムの貯水湖にはヨーロピアンパーチが導入された。これは、オフチャリツァ（Овчарица / Ovcharitsa）・ダムから持ち込まれた。
このダムは1970年代に始まり、ナマズが導入されていた。また、45000のコイも後にダムに導入された。

## 出身者
- メフメト・タラート・パシャ（1872年–1921年）: 青年トルコ人革命の指導者の一人
- タハシン・オズギュチ（Tahsin Özgüç、1916年–2005年）: トルコ人の考古学者。
- パラスケヴァ・シモヴァ（Paraskeva Simova、1920年-）: ブルガリア人の物理学者
- アリ・オスマン・ションメズ（Ali Osman Sönmez、1926年–2001年）: 実業家でトルコ大国民議会の元メンバー
- イヴォ・パパゾフ（1952年- ）ブルガリア人のクラリネット演奏家
- アンゲル・ナイデノフ（Angel Naydenov、1958年- ）: ブルガリア社会党のスポークスマン
- タネル・サウル（Taner Sağır、1985年- ）トルコ人の重量挙げ選手でオリンピック金メダリスト。
- エンヴェル・トゥルキレリ（Enver Türkileri、トルコ人の重量挙げのコーチ）
- ゲオルギ・イリエフ＝グンディ（Georgi Iliev-Gundi）: サッカー選手、バスケットボール選手、卓球選手など
- ナイム・スュレイマノウル: トルコ人の重量挙げ選手で、オリンピック、世界チャンピオン
- ハリル・ムトル（Halil Mutlu）: トルコ人の重量挙げ選手で、オリンピック、世界チャンピオン
- ゲオルゲ・ディミトロフ（George Dimitrov）: ブルガリア人の旅行ジャーナリスト

## 姉妹都市
クルジャリは以下の都市と姉妹都市提携を結んでいる。
- ガジオスマンパシャ（Gaziosmanpaşa）、イスタンブール、トルコ
- エルクハート（Elkhart, Indiana）、アメリカ合衆国
- イースト・スタッフォードシャー（East Staffordshire）、イギリス
- ウラジカフカス、ロシア

## 町村
クルジャリ基礎自治体（Община Кърджали）には、その中心であるクルジャリをはじめ、以下の町村（集落）が存在している。
- Айрово
- Багра
- Бащино
- Бели пласт
- Бленика
- Божак
- Бойно
- Болярци
- Брош
- Бяла поляна
- Бялка
- Велешани
- Висока
- Висока поляна
- Вишеград
- Воловарци
- Върбенци
- Главатарци
- Глухар
- Гняздово
- Голяма бара
- Горна крепост
- Гъсково
- Добриново
- Долище
- Долна крепост
- Дъждино
- Дъждовница
- Дънгово
- Енчец

- Жинзифово
- Житарник
- Зайчино
- Звезделина
- Звезден
- Звиница
- Звъника
- Звънче
- Зелениково
- Зимзелен
- Зорница
- Иванци
- Илиница
- Калинка
- Калоянци
- Каменарци
- Кобиляне
- Кокиче
- Кокошане
- Конево
- Костино
- Крайно село
- Крин
- Крушевска
- Крушка
- Кърджали
- Кьосево
- Лисиците
- Лъвово
- Люляково

- Майсторово
- Македонци
- Мартино
- Миладиново
- Мост
- Мургово
- Мъдрец
- Невестино
- Ненково
- Опълченско
- Орешница
- Островица
- Охлювец
- Панчево
- Пеньово
- Пепелище
- Перперек
- Петлино
- Повет
- Прилепци
- Пропаст
- Пъдарци
- Рани лист
- Резбарци
- Ридово
- Рудина
- Сватбаре
- Севдалина
- Седловина
- Сестринско

- Сипей
- Скалище
- Скална глава
- Скърбино
- Снежинка
- Соколско
- Соколяне
- Солище
- Срединка
- Старо място
- Стражевци
- Страхил войвода
- Стремово
- Стремци
- Татково
- Тополчане
- Три могили
- Ходжовци
- Царевец
- Чеганци
- Черешица
- Черна скала
- Черньовци
- Чилик
- Чифлик
- Широко поле
- Яребица
- Ястреб